# Neuorganisation der französischen Infanterie von 1854

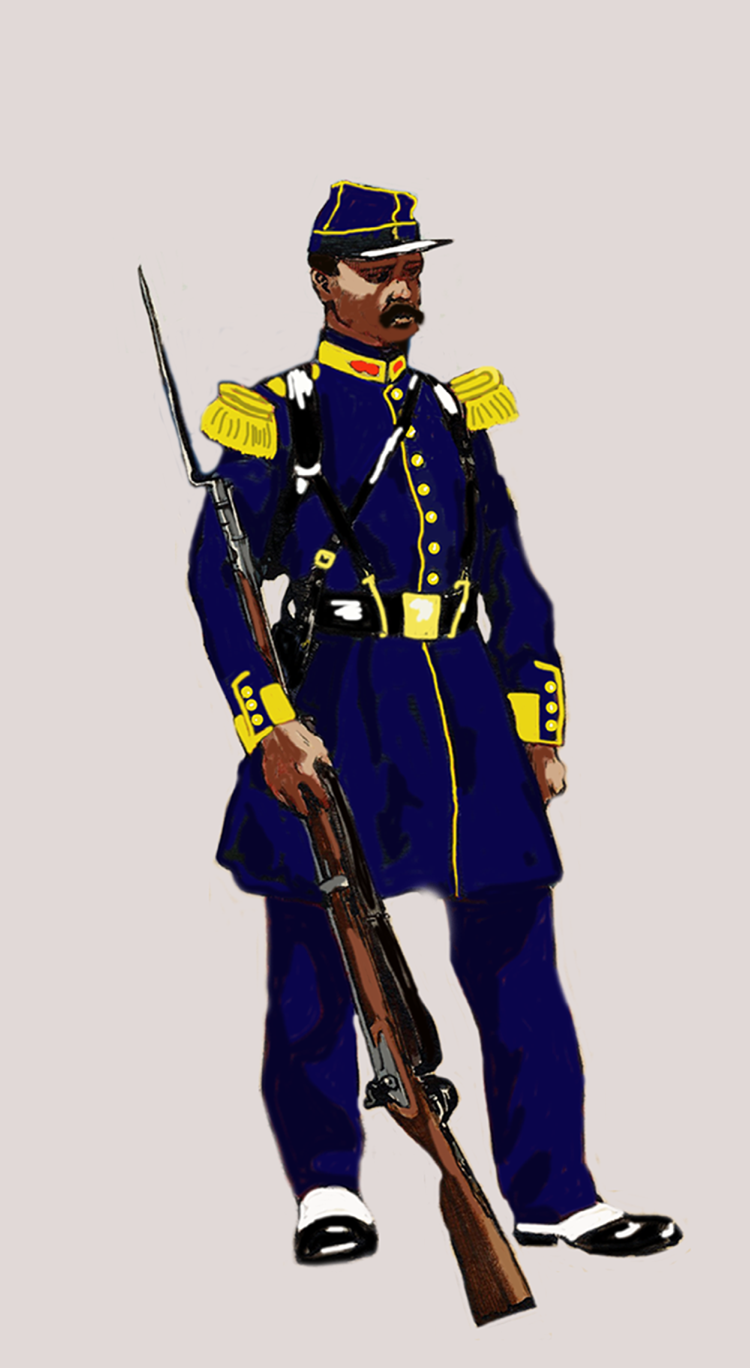
Leichte Infanterie 1854

Die Neuorganisation der französischen Infanterie von 1854 fand per kaiserlichem Dekret vom 24. Oktober des gleichen Jahres statt. Es betraf speziell die bis dahin bestehenden Régiments d’infanterie légère (Regimenter der leichten Infanterie). Unterschrieben wurde das Dekret von Kaiser Napoléon III auf Ersuchen des Maréchal Vaillant, der gleichzeitig Kriegsminister war.
Im Jahre 1854 verfügte das französische Heer über 25 Regimenter leichter Infanterie, die genauso ausgebildet und ausgerüstet waren wie die normalen Infanterieregimenter. Unterschiedlich waren nur der Name und einige Details in der Uniformierung. So war die Waffenfarbe Narzissengelb anstatt Krapprot, außerdem führten sie ein kürzeres Gewehr, das sogenannte Fusil du voltigeur.
Bis 1821 wurde die leichte Infanterie aus den Départements in den gebirgigen Gegenden rekrutiert. Danach wurden die Rekrutierungen aus allen Départements vorgenommen.
Nachdem im Jahre 1853 die Anzahl der Jägerbataillone erhöht worden war, schlug der Kriegsminister vor, die leichten Infanterieregimenter in Linien-Infanterieregimenter umzuwandeln. Dies wurde zunächst jedoch mit der Begründung abgelehnt:

« … qu’il y avait eu de tous temps des régiments d’infanterie légère, et qu’il y aurait inconvénient à renoncer à cette tradition. »

„… dass es immer Regimenter der leichten Infanterie gegeben habe und dass es nachteilig wäre, auf diese Tradition zu verzichten“

Die Chasseurs à pied stellten dann um 1850 in der französischen Armee eine echte leichte Infanterie dar, geprägt durch die besondere körperliche Eignung, an große Beweglichkeit gewöhnt, ausgestattet mit einer besonderen Bewaffnung und fähig eines effektiven und genauen Gewehrfeuers. Sie wurden so auch mit der Funktion von Tirailleurs, die die allgemeinen Bewegungen während der Aktionen abdeckten, oder mit speziellen Missionen – bis hin zu den Enfants perdus – betraut.
Wohl auch aus diesem Grunde entschied sich Kaiser Napoléon III im Jahre 1854, die leichte Infanterie aufzugeben und deren Regimenter in Linien-Infanterieregimenter umzuwandeln.
Diese Maßnahme reduzierte auch die Kosten für die Offiziere beim Wechsel von der leichten in die Linieninfanterie und umgekehrt, da sie in einem solchen Fall nicht mehr für die Kosten für die andere Uniform aufkommen mussten.
Auch sollten die Bezeichnungen der leichten Infanterie auf die Jägerbataillone übertragen und die 25 Regimenter, die als „leichte Infanterieregimenter“ bezeichnet waren, nunmehr als 25 neue Regimenter der Linieninfanterie mit den Nummern von 76 bis 100, im Anschluss an die Nummern der bestehenden Regimenter, versehen werden.

## Wortlaut der Anordnung
Décret du 24 octobre 1854
Décret impérial concernant l’infanterie légère
Napoléon par la grâce de Dieu et la volonté nationale, Empereur des Français, à tous présents et à venir, Salut.
Sur le rapport de notre ministre secrétaire d'État au département de la guerre,
Avons décrété et décrétons ce qui suit :
Article 1er
Les 25 régiments d'infanterie légère prendront, dans la série des régiments d’infanterie de ligne, les numéros 76 à 100.
Article 2
L'infanterie légère se composera désormais des bataillons de chasseurs à pied.
Article 3
Notre ministre secrétaire d’état au département de la guerre est chargé de l’exécution du présent décret.
Fait au palais de Saint-Cloud, le 24 octobre 1854.

Signé

Napoléon

Par l’Empereur;

Le Maréchal de France Ministre secrétaire d’état au département de la guerre

Signé

Vaillant

„Dekret vom 24. Oktober 1854
Kaiserliches Dekret betreffend die leichte Infanterie.
Napoléon, durch die Gnade Gottes und den nationalen Willen, jetzt und in Zukunft Kaiser der Franzosen, Grüße.
Auf Grund der Meldung des Staatssekretärs im Kriegsministerium,
beschließen und ordnen Wir an:
Artikel 1
Die 25 leichten Infanterieregimenter nehmen in der Reihe der Linien-Infanterieregimenter die Nummern 78 bis 100 an.
Artikel 2
Die leichte Infanterie wird in Zukunft durch die Bataillone der Jäger zu Fuß gestellt werden.
Artikel 3
Unser Staatssekretär im Kriegsministerium ist mit der Durchführung dieser Anordnung beauftragt worden.
Gegeben im Palast von Saint-Cloud, den 24. Oktober 1854

Napoléon

Für den Kaiser;

Marschall von Frankreich, Staatsminister im Kriegsministerium

Vaillant“

## Liste der ehemaligen leichten Infanterieregimenter mit der neu zugewiesenen Nummer
- 1er régiment d’infanterie légère wurde zum 76e régiment d’infanterie de ligne
- 2e régiment d’infanterie légère wurde zum 77e régiment d’infanterie de ligne
- 3e régiment d’infanterie légère wurde zum 78e régiment d’infanterie de ligne
- 4e régiment d’infanterie légère wurde zum 79e régiment d’infanterie de ligne
- 5e régiment d’infanterie légère wurde zum 80e régiment d’infanterie de ligne
- 6e régiment d’infanterie légère wurde zum 81e régiment d’infanterie de ligne
- 7e régiment d’infanterie légère wurde zum 82e régiment d’infanterie de ligne
- 8e régiment d’infanterie légère wurde zum 83e régiment d’infanterie de ligne
- 9e régiment d’infanterie légère wurde zum 84e régiment d’infanterie de ligne
- 10e régiment d’infanterie légère wurde zum 85e régiment d’infanterie de ligne
- 11e régiment d’infanterie légère wurde zum 86e régiment d’infanterie de ligne
- 12e régiment d’infanterie légère wurde zum 87e régiment d’infanterie de ligne
- 13e régiment d’infanterie légère wurde zum 88e régiment d’infanterie de ligne
- 14e régiment d’infanterie légère wurde zum 89e régiment d’infanterie de ligne
- 15e régiment d’infanterie légère wurde zum 90e régiment d’infanterie de ligne
- 16e régiment d’infanterie légère wurde zum 91e régiment d’infanterie de ligne
- 17e régiment d’infanterie légère wurde zum 92e régiment d’infanterie de ligne
- 18e régiment d’infanterie légère wurde zum 93e régiment d’infanterie de ligne
- 19e régiment d’infanterie légère wurde zum 94e régiment d’infanterie de ligne
- 20e régiment d’infanterie légère wurde zum 95e régiment d’infanterie de ligne
- 21e régiment d’infanterie légère wurde zum 96e régiment d’infanterie de ligne
- 22e régiment d’infanterie légère wurde zum 97e régiment d’infanterie de ligne
- 23e régiment d’infanterie légère wurde zum 98e régiment d’infanterie de ligne
- 24e régiment d’infanterie légère wurde zum 99e régiment d’infanterie de ligne
- 25e régiment d’infanterie légère wurde zum 100e régiment d’infanterie de ligne